# Анджей Кусневич
Анджей Кусневич (пол. Andrzej Kuśniewicz; 30 листопада 1904, с. Ковиничі, Самбірський район, Львівська область — 15 травня 1993, Варшава, Польща) — польський прозаїк, есеїст, лірик, редактор журналу «Miesięcznik literacki». Лауреат Державної премії ПНР 1-го ступеня (1974).

## Життєпис
Навчався в Академії образотворчих мистецтв імені Яна Матейки.Також вивчав право та політологію в Яґеллонському університеті. В 1925—1928 подорожував Європою, як представник автомобільної фірми.
З 1936 працював у дипломатичній службі Чехословаччини та Франції. Другу світову війну зустрів в Парижі.
В 1940—1943 працював в Бюро опіки над поляками, брав участь у французькому Русі Опору. В 1943 вступив до лав Французької комуністичної партії. В часі війни арештований гестапо і ув'язнений в концтаборах у м. Френ (Франція), Нойє Брем поблизу німецького Саарбрюккен, Маутгаузен (з квітня 1944).
Після війни працював в польському посольстві в Парижі.
В січні 1946 вступив до Польської робітничої партії, а в 1948 став членом Польської об'єднаної робітничої партії.
В 1955 році обвинувачений в співпраці з французькими спецслужбами і відкликаний на батьківщину, а згодом виключений з партії. В 1953 після численних спроб Кусневич знову став членом ПОРП.
Був членом Об'єднання польських письменників, згодом Союзу письменників Польщі. В 1991 році став лауреатом нагороди польського ПЕН-клубу ім. Яна Парандовського.
Похований на кладовищі Військові Повонзки у Варшаві.

## Творчість
Автор збірників віршів, прозових творів, ессеїв. Більшість творчого доробку присвячена його малій батьківщині — Галичині. Деякі твори стосуються підпільної роботи з фашизмом в окупованій Франції.

### Галицькі романи
У поемі «Слова про ненависть» (1955) Анджей Кусневич прагнув показати корені трагічних конфліктів й усунути ненависть між народами України та Польщі. Згодом у романі "Strefy" (1971), відзначеному премією, він знову повернеться до теми складних стосунків між різними національностями передвоєнної Галичини.
Події «галицьких романів» Кусьневича відбуваються в реальних місцях, які можназнайти на карті Польщі до ІІ світової війни чи Австро-Угорської монархії: Великі Луки,Ковениця, Бурчиці, Чагорівка, Демидівка, Стрий, Львів, Добряни, Татарсько, Стриханці, Старе Село, Жидачів, а також назви рік – Блажівка, Солотвина, Паперня, Дністер, Стрвяж. Всі вони створюють територію «графства Йокнапавтага», країни, яка існує сьогодні лише у спогадах та на сторінках прозових творів.
Автор розповідає про десятиліття, яке передує ІІ світовійвійні. Власне тоді розпочинаються події, описані в «Дорозі до Коринфу» і «Зони», між-воєнний період і події ІІ світової війни, а також післявоєнний час в «Суміші традицій». Тільки в романі «Стан невагомості» А. Кусьневич сягає історії другої половини XVII ст.
В прозі А. Кусьневича є завжди присутній мотив культурної спільноти націй-сусідів, «мотив ідеальної ситуації, в якій співіснуючі культури, які контактують між собою, підживлюють одна одну, а спільноти, що живуть поряд, відкриті до сприйняття впливів своїх сусідів і не прагнуть нав’язати свою гегемонію».

## Збірки віршів
- 1956 — Слова про ненависть (поема)
- 1959 — Чортів недогарок
- 1962 — Особистий час
- 1975 — Piraterie (вибірка віршів)

## Проза
- 1961 — Корупція — опис діяльності Руху Опору в окупованій Франції
- 1963 — Ероїка
- 1964 — В дорозі до Коринфу
- 1970 — Король обох Сицилій
- 1971 — Зони
- 1973 — Стан невагомості
- 1975 — Третє королівство (опис реалій ФРН)
- 1977 — Урок мертвої мови
- 1980 — Вітраж
- 1985 — Mieszaniny obyczajowe (krypto pamiętnik)
- 1987 — Nawrócenie
- 1992 — Пазли пам'яті

## Ессе
- 1980 — Моя історія літератури

## Фільми
- 1979 — Урок мертвої мови — реж. i сцен. Януш Маєвський